# 해시태그 (음악 그룹)

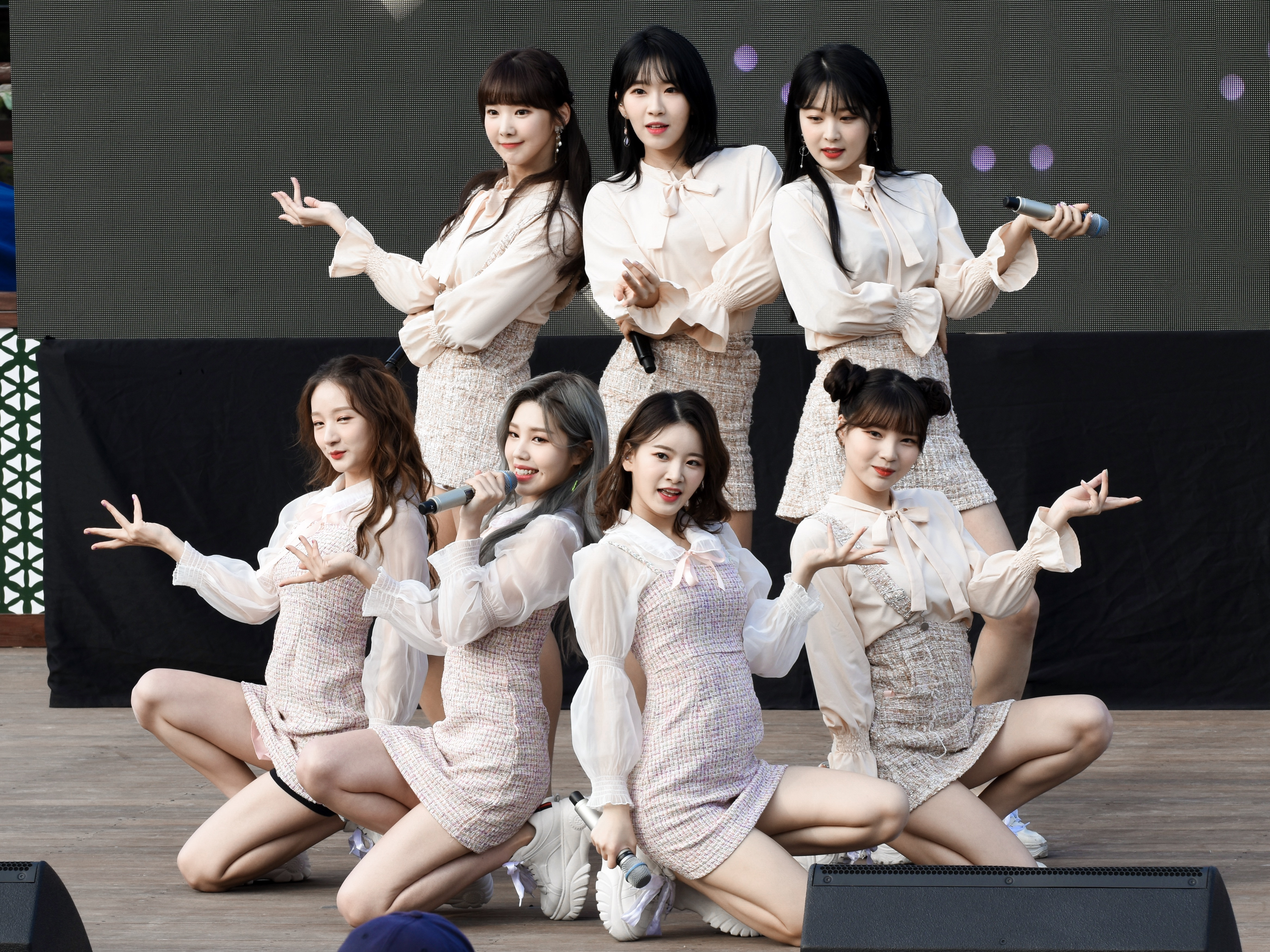

해시태그(HashTag, haShtag, HASHTAG)는 5인조 대한민국의 걸 그룹으로, Luk Factory가 결성하고 간미연이 프로듀싱을 맡았다. 이 그룹은 2017년 10월 11일 The girl next door로 데뷔했다.

## 구성원
- 현지
- 수아
- 승민
- 수빈
- 소진

### 이전 구성원
- 다정
- 애지